# Maybe Baby
Maybe Baby är en brittisk dramakomedi från 2000 i regi av Ben Elton.
Filmen bygger på Eltons roman Fruktlösa försök.

## Handling
Sam och Lucy Bell kämpar förtvivlat för att hon ska bli gravid. Sam, som arbetar på BBC, använder deras mödor och erfarenheter (främst Lucys) till ett filmmanus, utan hennes vetskap och samtycke.

## Rollista i urval
- Hugh Laurie - Sam Bell
- Joely Richardson - Lucy Bell
- Matthew Macfadyen - Nigel
- Adrian Lester - George
- Yasmin Bannerman - Melinda
- Joanna Lumley - Sheila
- Rachael Stirling - Joanna
- Emma Thompson - Druscilla
- James Purefoy - Carl Phipps
- Tom Hollander - Ewan Proclaimer
- Rowan Atkinson - mr James
- Dawn French - Charlene
- Kelly Reilly - Nimnh
- Serena Evans - dr Cooper